# Kronogård fjällurskog
Kronogård fjällurskog är ett naturreservat omkring 10 kilometer nordväst om Kåbdalis i Jokkmokks kommun, vilket etablerades 1987 som ett fjällnära domänreservat av dåvarande Domänverket.
Kronogård fjällurskog ombildades 2000 till naturreservat och är numera också ett Natura 2000-område. Reservatet har en yta på 52 kvadratkilometer, varav 8 kvadratkilometer består vattendrag och våtmarker. Området ligger på mellan 420 och 580 meters höjd över havet. Det förvaltas idag av Länsstyrelsen Norrbotten.
Kronogård har omväxlande skog, sjöar och myrmarker. Det är en del av ett stort dödisområde, som bildades i slutet av istiden och som också innefattar del av Udtja naturreservat västerut. Vissa delar av reservatet är urskog.
Strax utanför reservatsgränsen ligger den mindre insjön Abborrträsket (Vuoskonjaure), där finns en fiskecamp.

## Rymdbas
Kronogård är också den svenska rymdforskningens vagga. Från 1961 användes Kronogård, ett kronojägarbostället utanför naturreservat, under tre somrar för uppskjutning av raketer för att undersöka nattlysande moln, ett projekt under vetenskaplig ledning av  Bert Bohlin. Nyttolasten landade med fallskärm i det angränsande Robotbyråns Försöksplats i Norrland. Verksamheten flyttade därefter till Kiruna och Esrange. 66°13′36″N 19°46′21″Ö / 66.22656°N 19.77250°Ö